# Notobubon ferulaceum
Notobubon ferulaceum là một loài thực vật có hoa trong họ Hoa tán. Loài này được (Thunb.) Magee mô tả khoa học đầu tiên năm 2008.